# Cantone di Guéret-1
Il Cantone di Guéret-1 è una divisione amministrativa dell'arrondissement di Guéret.
È stato costituito a seguito della riforma approvata con decreto del 17 febbraio 2014, che ha avuto attuazione dopo le elezioni dipartimentali del 2015.

## Composizione
Comprende parte della città di Guéret e i comuni di:
- La Saunière
- Savennes
- Saint-Laurent
- Sainte-Feyre